# 布羅斯克烏齊鄉
47°57′N 26°27′E / 47.950°N 26.450°E
布羅斯克烏齊鄉（羅馬尼亞語：Comuna Broscăuți, Botoșani），是羅馬尼亞的鄉份，位於該國東北部，由博托沙尼縣負責管轄，面積40平方公里，海拔高度132米，2007年人口3,476，人口密度每平方公里88人。